# Parafia Świętej Trójcy i Najświętszej Maryi Panny Różańcowej w Byczynie
Parafia Świętej Trójcy i Najświętszej Maryi Panny Różańcowej – rzymskokatolicka parafia mieszcząca się przy ulicy Parkowej 5 w Byczynie, należąca do dekanatu Wołczyn w diecezji kaliskiej.

## Proboszczowie
- ks. kanonik Stanisław Dyrkacz (proboszcz od 1 lipca 1971 do 1 lipca 2004)
- ks. kanonik Tadeusz Jaśkiewicz (proboszcz od 1 lipca 2004)

## Liczebność i zasięg parafii
Parafię zamieszkuje 3300 parafian i swoim zasięgiem obejmuje ona miejscowości:
- Byczyna,
- Gołkowice,
- Jaśkowice[1].

### Inne kościoły i kaplice
- Kościół św. Jana Chrzciciela w Gołkowicach,
- Kaplica cmentarna św. Jadwigi w Byczynie.

### Przedszkola i szkoły
Opieką duszpasterską parafia obejmuje:
- Publiczne Przedszkole w Byczynie,
- Publiczna Szkoła Podstawowa w Byczynie,
- Zespół Szkół w Byczynie[2].

## Grupy parafialne
- Ministranci,
- Róże różańcowe[2].